# Verzuolo
Verzuolo (piemontiul: Vërzeul) település Olaszországban, Piemont régióban, Cuneo megyében. Lakosainak száma 6376 fő (2023. január 1.). Verzuolo Costigliole Saluzzo, Lagnasco, Pagno, Piasco, Venasca, Villafalletto, Manta és Savigliano községekkel határos.

## Népesség
A település lakossága az elmúlt években az alábbi módon változott:
| Lakosok száma | 6420 | 6480 | 6376 |
|               | 2017 | 2018 | 2023 |